# Pascale Berthod
Pascale Berthod (2 aprile 1987) è un'ex sciatrice alpina svizzera.

## Biografia
Pascale Berthod, originaria di Sankt Moritz, proviene da una famiglia di grandi tradizioni nello sci alpino: il padre Martin e lo zio René furono elementi di spicco della nazionale svizzera negli anni settanta e anche il fratello Marc fu uno sciatore di alto livello.
Attiva in gare FIS dal dicembre del 2002, esordì in Coppa Europa l'8 gennaio 2005 a Leukerbad in slalom speciale e in Coppa del Mondo il 3 febbraio 2006 a Ofterschwang in slalom gigante, in entrambi i casi senza concludere la prova; nel massimo circuito internazionale conquistò il miglior piazzamento il 29 dicembre 2007 a Lienz in slalom speciale (29ª) e prese per l'ultima volta il via il 15 febbraio 2008 a Zagabria Sljeme nella medesima specialità, senza completare la prova.
Si ritirò all'inizio della stagione 2011-2012 e la sua ultima gara fu lo slalom gigante di Nor-Am Cup disputato ad Aspen il 1º dicembre, nel quale uscì durante la seconda manche; in carriera non prese parte a rassegne olimpiche o iridate.

## Palmarès

### Coppa del Mondo
- Miglior piazzamento in classifica generale: 124ª nel 2008

### Coppa Europa
- Miglior piazzamento in classifica generale: 13ª nel 2008

### Campionati svizzeri
- 1 medaglia:
  - 1 oro (slalom gigante nel 2007)